# Вальдигна
Вальдигна (исп. Valldigna)  — район (комарка) в Испании, входит в провинцию Валенсия в составе автономного сообщества Валенсия.

## Муниципалитеты
| Муниципалитет             | Население | Площадь км² | Плотность населения чел./км² |
| ------------------------- | --------- | ----------- | ---------------------------- |
| Табернес-де-Вальдигна     | 17.988    | 49,2        | 336                          |
| Симат-де-Вальдигна        | 3.090     | 38,5        | 80,3                         |
| Бенифайро-де-ла-Вальдигна | 1.977     | 20,2        | 97,9                         |
| Барич                     | 1.407     | 16,1        | 87,4                         |